# Lijst van burgemeesters van Waterland
Dit is een lijst van burgemeesters van de Nederlandse gemeente Waterland in de provincie Noord-Holland, sinds haar stichting op 1 januari 1991.
| Ambtsperiode                        | Naam burgemeester           | Partij of stroming | Bijzonderheden |
| ----------------------------------- | --------------------------- | ------------------ | -------------- |
| 1991 - 1995                         | Sjo (J.A.M.) Diederen       | CDA                |                |
| 1995 - 2001                         | mw. Mr. Ida (A.M.) Bleeker  | CDA                |                |
| 2001                                | Enno (E.J.) Brommet         | PvdA               | waarnemend     |
| 2001 - 11 januari 2012              | Mr. Ed (E.F.) Jongmans      | CDA                |                |
| 12 januari 2012 - 12 september 2012 | Cornelis (C.) Mooij         | VVD                | waarnemend     |
| 13 september 2012 - 31 januari 2020 | Luzette (L.M.B.C.) Kroon    | CDA                | [ 1 ]          |
| 2 maart 2020 - 10 maart 2021        | Sicko (K.S.) Heldoorn       | PvdA               | waarnemend     |
| 11 maart 2021 - heden               | Marian (M.C.) van der Weele | D66                | [ 3 ]          |